# Nikola Karev
Nikola Janakiev Karev (makedonski: Никола Карев) (23. Studeni, 1877., Kruševo, Makedonija - 27. Travanj, 1905., Rajčani, Kočani, Makedonija) je bio istaknuti makedonski revolucionar, član i lider ТМОRО - a (Tajna makedonska - odrinska revolucionarna organizacija, kasnije poznata kaoVMRO, Unutrašnja makedonska revolucionarna organizacija, makedonski: Внатрешна македонска револуционерна организација). Karev je bio i uvjereni socijalist i član  Bugarske radničke socijaldemokratske stranke. Bio je i Predsjednik Kruševske Republike za vrijeme Ilindenskog ustanka.

## Životopis
Nikola Karev rođen je kao četvrto dijete u siromašnoj ugljenarskoj porodici. Zbog siromaštva prekida školovanje 1892. i postaje stolarski naučnik.1895., upućuje se na rad u Bugarsku (sa svega 16 godina), tu radi kao pomoćni zidar, pa onda kao stolar u radionici svog zemljaka iz Velesa – Vasila Glavinova( on je bio osnivač sofijskog ogranka Makedonske radničke socijalističke stranke).

#### Ulaz u članstvo ТМОRО (Tajna makedonska - odrinska revolucionarna organizacija)
U Kruševo se vraća u rujnu 1899. i nastoji dovršiti svoje obrazovanje. Zbog toga ne sudjeluje na Prvoj socijalističkoj konferenciji u lipnju, 1900., ali prihvaća zaključke, - naročito onaj o ulasku Makedonskih socijalista u TMORO. U lipnju, 1901. završava četvrti razred u bitolskoj gimnaziji, a od jeseni te godine postaje učitelj u kruševskom selu Gornjo Divjaci, a sljedeće školske godine radi u kruševskoj nižoj gimnaziji.

#### Vođa Kruševske republike
Nikola Karev kao ustanik, stupa na čelo Kruševskog revolucionarnog komiteta u siječnju, 1903. Na Smilevskom kongresu nije bio za dizanje ustanka, jer drži da narod nije spreman za to. Ali poslije donošenja odluke o pokretanju ustanka, svesrdno radi na njegovoj pripremi i organizaciji. U noći 2. kolovoza, 1903. na Ilinden, grupa od 750 ustanika, predvođeni Nikolom Karevim, napadaju i oslobađaju Kruševo. On je i autor Kruševskog Manifesta, malog ustava Kruševske republike, kojim su sve etničke skupine iz Makedonije pozvane da se pridruže ustanicima protiv otomanske vlasti. Karev formalno nije imao nikakvu funkciju unutar civilne vlasti Kruševske republike, ali je bio neformalni Predsjednik Kruševske republike.

#### Bijeg u Bugarsku i ubojstvo
Nakon pada Kruševske republike, Nikola Karev s dijelom svojih suradnika bježi iz Kruševa, pa zatim 1903. preko Beograda odlazi u Sofiju. Tu obnavlja svoj politički rad, i 1905. sudjeluje u osnivanju Makedonsko - odrinske socijalističke grupe, kao ogranka Bugarske radničke socijaldemokratske stranke.Poslije brojnih neuspješnih pokušaja da se legalno vrati u Makedoniju, Karev se u proljeće 1905. godine odlučuje na ilegalni prijelaz granice. 26. travnja, 1905. njegova komitska četa na putu za Kruševo, odlučuje prenoćiti u selu Rajčani(između gradova Kočani i Probištip). Ali ovdje su izdani i potom opkoljeni od strane turske vojske. Sljedeći dan, 27. travnja, u neravnopravnoj borbi sa snagama turske vojske poginuo je Nikola Karev zajedno s mnogim svojim borcima.

#### Posmrtni ostaci Nikole Kareva
Posmrtni ostaci Nikole Kareva 1953. u povodu obilježavanja 50 - godišnjice Ilindenskog ustanka preneseni su u Kruševo. A 11. travnja, 1990. ovi ostatci prenijeti su u Makedonium (spomenik Ilindenskom ustanku) također u Kruševu. Danas više škola i kulturnih institucija u Sjevernoj Makedoniji nosi ime Nikole Kareva.

## Vanjske poveznice
- Intervju s Nikolom Karevim u časopisu Makedonsko Sonce(na makedonskom).  Arhivirana inačica izvorne stranice od 12. ožujka 2007. (Wayback Machine)